# Presidenti degli Emirati Arabi Uniti
Il presidente degli Emirati Arabi Uniti è il capo di stato delle Emirati Arabi Uniti. Ufficialmente è eletto ogni cinque anni dal Consiglio supremo federale, ma siccome per prassi è eletto sempre l'emiro di Abu Dhabi, la carica è de facto ereditaria. Il presidente è anche comandante supremo delle forze armate degli Emirati Arabi Uniti e presidente del Consiglio supremo del petrolio.

## Lista
| N. | Presidente | Presidente | Mandato         | Mandato         | Note       |
| N. | Presidente | Presidente | Inizio          | Fine            | Note       |
| -- | ---------- | --- | --------------- | --------------- | ---------- |
| 1  |            | Zayed bin Sultan Al Nahyan, ٱلـشَّـيْـخ زَايِـد بِـن سُـلْـطَـان آل نَـهْـيَـان (al-'Ayn, 6 maggio 1918 – Abu Dhabi, 2 novembre 2004) | 2 dicembre 1971 | 2 novembre 2004 |            |
| -  |            | Maktum bin Rashid Al Maktum, مكتوم بن راشد آل مكتوم (Dubai, 15 agosto 1943 – Gold Coast, 4 gennaio 2006)                  | 2 novembre 2004 | 3 novembre 2004 | ad interim |
| 2  |            | Khalifa bin Zayed Al Nahyan, خليفة بن زايد بن سلطان آل نهيان (al-ʿAyn, 25 gennaio 1948 - Abu Dhabi, 13 maggio 2022)       | 3 novembre 2004 | 13 maggio 2022  |            |
| -  |            | Mohammed bin Rashid Al Maktoum, الشيخ محمد بن راشد آل مكتوم (Dubai, 15 luglio 1949)                                       | 13 maggio 2022  | 14 maggio 2022  | ad interim |
| 3  |            | Mohammed bin Zayed Al Nahyan, خليفة بن زايد بن سلطان آل نهيان (al-ʿAyn, 25 gennaio 1961)                                  | 14 maggio 2022  | in carica       |            |